# Osaka
Osaka (japonsko 大阪, Ōsaka; ) je velemesto na Japonskem, prestolnica istoimenske prefekture v regiji Kansai, ki leži ob Osaškem zalivu na jugozahodu otoka Honšu. Z okrog 2,75 milijona prebivalcev je tretje največje mesto na Japonskem in največji sestavni del strnjenega metropolitanskega območja Keihanšin, ki je z več kot 19 milijoni prebivalcev drugo največje na Japonskem.
Zgodovinsko je znano kot trgovsko središče, poleg tega pa tudi kot »kuhinja naroda« (天下の台所, tenka no daidokoro), kjer je bil v obdobju Edo center trgovanja z rižem. Z začetkom industrializacije po obnovi Meidži je prišlo do centralizacije politike in gospodarstva v širšem metropolitanskem območju Tokia, zato se je rast močno upočasnila, status drugega največjega mesta pa je prevzela Jokohama. Šele v zadnjih letih se trend spet obrača, saj v okolici Tokia zmanjkuje prostora.
Osaka je glavno finančno središče Japonske in velja za eno najbolj multikulturnih in svetovljanskih mest na Japonskem. V mestu je sedež borze vrednostnih papirjev ter sedeža mednarodnih elektronskih korporacij, kot sta Panasonic in Sharp. Osaka je mednarodno raziskovalno in razvojno središče, ki ga predstavlja več velikih univerz, zlasti Osaška univerza, metropolitanska univerza in univerza Kansai. Znamenite znamenitosti v mestu so grad Osaka, Akvarij Kaijukan v Osaki, Dōtonbori, stolp Cūtenkaku v Šinsekaiju, park Tennōdži, Abeno Harukas, Veliko svetišče Sumijoši-taiša in Šiteno-dži, eden najstarejših budističnih templjev na Japonskem.
Mesto je leta 1970 gostilo svetovno razstavo, leta 2007 pa svetovno prvenstvo v atletiki. Bilo je tudi eno od prizorišč svetovnega prvenstva v nogometu 2002.

## Etimologija
Ōsaka pomeni »velik hrib« ali »veliko pobočje«. Ni jasno, kdaj je to ime postalo pomembno nad Naniva-kjō, vendar najstarejši pisni dokaz za ime sega v leto 1496.
Do obdobja Edo sta bila 大坂 (Ōsaka) in 大阪 (Ōsaka) mešana uporaba, pisatelj Hamamacu Utakuni pa v svoji knjigi Setsujo Očibošu, izdani leta 1808, navaja, da je bil kandži 坂 preziran, ker se »vrne v zemljo«, nato je bil uporabljen 阪. Kandži 土 (zemlja) je prav tako podoben besedi 士 (vitez) in 反 pomeni proti, tako da se 坂 lahko bere kot »samurajski upor«, nato pa je bilo 阪 uradno ime leta 1868 po obnovi Meidži. Starejši kandži (坂) je še vedno v zelo omejeni uporabi, običajno le v zgodovinskih kontekstih. Kot okrajšava se sodobni kandži 阪 han nanaša na mesto Osaka ali prefekturo Osaka.

## Zgodovina

### Izvor: obdobje Džōmon in Jajoi
V obdobju Džōmon (7000 pr. n. št.) je bila Osaka večinoma potopljena pod Notranje morje Seto, majhna planota Uemači-daiči (12 km dolga in 2,5 km široka), ki je v južnem delu mesta, imenovanem Uehonmači, pa je bila polotok. Velja za enega prvih krajev, kjer so se naselili japonski prebivalci, tako zaradi ugodnih geoloških pogojev, bogat s sladko vodo in bujno vegetacijo, kot tudi zaradi tega, ker je bil z vojaškega vidika lahko branjen.
Najzgodnejši dokazi o naselbinah na območju Osake so ruševine Morinomija (森ノ宮遺跡, Morinomija iseki), ki so v osrednjem okrožju Čuo-ku. Najdeni so bili zakopani človeški skeleti in kaizuka (nasip z ostanki), pa tudi nasipi školjk, morske ostrige in druga zanimiva arheološka odkritja iz obdobja Džomon. Poleg ostankov zaužite hrane so bile tu še konice puščic, kamnito orodje, ribiški trnk in posoda z ostanki predelave riža. Ocenjuje se, da ruševine vsebujejo 2000 let stare ostanke med obdobjem Džomon in Jajoi. Najdbe arheoloških najdišč so razstavljene v sosednji stavbi.
V letih med koncem obdobja Džōmon in začetkom obdobja Jajoi so sedimenti, ki so bili odloženi severno od polotoka / planote Uemači-daiči, spremenili morje, ki se je raztezalo proti vzhodu, v laguno, imenovano Kavači. Med obdobjem Jajoi (300 pr. n. št.–250 n. št.) se je stalno prebivališče na ravninah povečalo, ko je postalo gojenje riža priljubljeno.
Na začetku 3. stoletja našega štetja je bilo v bližini pristanišča slovesno odprto veliko svetišče Sumijoši-taiša, ki ga je naročila soproga cesarica Džingu. Ta stavba šintoističnega svetišča je preživela zgodovinske dogodke, ki so uvedli nov slog pri gradnji šintoističnih svetišč, imenovan sumijoši-zukuri. Pomorska panorama vrtov svetišča je navdihnila več umetnikov in dandanes se predstavitve te vrste pokrajine imenujejo Sumijošiji risbe.
Proti koncu obdobja Jajoi se je planota-polotok Uemači-daiči še razširila in spremenila laguno Kavači (河内湖) v jezero, povezano z izlivom reke Jodo, ki se je razširilo proti jugu.

### Obdobje Kofun
Do obdobja Kofun se je Osaka razvila v pristanišče, ki povezuje regijo z zahodnim delom Japonske. Ustanovljeno je bilo pristanišče Naniva-cu, ki je postalo najpomembnejše na Japonskem. Trgovina z drugimi območji države in azijsko celino se je okrepila. Veliko število čedalje večjih grobnih gomil (kofun) v obliki odprtine za ključavnico, najdenih v ravnicah Osake, je dokaz koncentracije politične moči, ki je vodila do oblikovanja države. Najdbe v sosednjih ravnicah, vključno z mavzolejem cesarja Nintokuja, ki je bil odkrit v bližini Sakaija, pričajo o statusu cesarskega mesta, ki ga je dosegla Osaka. V Osaki je mogoče videti štiri od teh gomil, v katerih so pokopani pomembni člani plemstva. So v južnih predelih mesta in segajo v 5. stoletje. Skupina megalitskih grobnic, imenovanih grobnice Mozu, je v Sakaiju v prefekturi Osaka.
Pomembna dela obdobja Kofun so izkopavanja, ki so preusmerila tok reke Jamato, katere poplave so povzročile veliko škodo in gradnja pomembnih cest v smeri Sakaj in Nara. Pomorski promet, povezan s pristaniščem Naniva-cu, se je tako povečal, da so zgradili ogromna skladišča za shranjevanje materiala, ki prihaja in odhaja.
- Starodavne školjke, najdene v Morinomija kaizuka (obdobje Džomon)
- Daisenrjo kofun (Mozu grobnice), največji kofun v Sakaju, Osaka, 5. st.

### Obdobje Asuka in Nara
Kodžiki zapisuje, da je bila v letih 390–430 našega štetja cesarska palača v Osumi, v današnjem okrožju Higašijodogava, vendar je morda bila sekundarna cesarska rezidenca in ne prestolnica.
Leta 645 je cesar Kotoku zgradil svojo palačo Naniva Nagara-Tojosaki v današnji Osaki, s čimer je postala prestolnica Japonske. Mesto, ki je zdaj znano kot Osaka, se je takrat imenovalo Naniva, to ime in izpeljanke pa se še vedno uporabljajo za okrožja v osrednji Osaki, kot sta Naniva (浪速) in Namba (難波). Čeprav je bila prestolnica leta 655 prestavljena v Asuko (današnja prefektura Nara), je Naniva ostala ključna povezava po kopnem in morju med Jamatom (današnja prefektura Nara), Korejo in Kitajsko.
Naniva je bila ponovno razglašena za prestolnico leta 744 po ukazu cesarja Šōmuja in je tako ostala do leta 745, ko se je cesarski dvor preselil nazaj v Heidžō-kjō (danes Nara). Do konca obdobja Nara so vlogo morskega pristanišča Naniva postopoma prevzela sosednja območja, vendar je ostal živahno središče rečnega, kanalskega in kopenskega prometa med Heian-kyō (danes Kjoto) in drugimi destinacijami. Šitennō-dži je bil prvič zgrajen leta 593 n. št. in je bil najstarejši budistični tempelj na Japonskem.
- Veliko svetišče Sumijoši-taiša
- Šitennō-dži
- Ostanki palače Naniva-no-Mija (2017)

### Obdobje Heian do Edo
Leta 1496 so budisti šole Džōdo Šinšū ustanovili svoj sedež v močno utrjenem Išijama Hongan-dži, ki je neposredno na mestu stare cesarske palače Naniva. Daimjo Oda Nobunaga je leta 1570 začel desetletje trajajočo kampanjo obleganja templja, ki se je na koncu končala s predajo menihov in kasnejšim uničenjem templja. Tojotomi Hidejoši je leta 1583 na njegovem mestu zgradil grad Osaka. Grad Osaka je imel ključno vlogo pri obleganju Osake (1614–1615).
Osaka je dolgo veljala za primarno japonsko gospodarsko središče z velikim odstotkom prebivalstva, ki je pripadal trgovskemu razredu. V obdobju Edo (1603–1867) je Osaka zrasla v eno večjih japonskih mest in se vrnila k svoji starodavni vlogi živahnega in pomembnega pristanišča. Daimjo (fevdalni gospodje) so prejeli večino svojega dohodka v obliki riža. Trgovci v Osaki so tako začeli organizirati skladišča, kjer so shranjevali riž daimjojev v zameno za plačilo, z njim trgovali bodisi za kovanec bodisi za potrdilo; v bistvu predhodnik papirnatega denarja. Mnogi, če ne vsi ti riževi posredniki so tudi dajali posojila in bi dejansko postali precej bogati in močni. Trgovci iz Osake so svoje trgovine združili okoli Dōdžima, kjer je bila leta 1697 ustanovljena borza riža in kjer je nastal prvi terminski trg na svetu za prodajo riža, ki še ni bil požet.
Popularna kultura Osake je bila tesno povezana z ukijo-e prikazi življenja v Edu. Do leta 1780 je Osaka gojila živahno umetniško kulturo, kot sta jo ponazarjala znameniti gledališči Kabuki in Bunraku. Leta 1837 je Ōšio Heihačirō, filozof, samuraj nižjega ranga, vodil kmečki upor kot odgovor na nepripravljenost mesta, da podpre številne revne in trpeče družine na tem območju. Približno ena četrtina mesta je bila porušena, preden so šogunski uradniki zadušili upor, nato pa se je Ōšio ubil. Osako je za zunanjo trgovino odprla vlada Bakufuja istočasno kot mesto Hjogo (sodobni Kobe) 1. januarja 1868, tik pred začetkom  Bošinske vojne in obnove Meidži. Tuja naselbina Kavaguči, zdaj podokrožje Kavaguči, je dediščina tuje prisotnosti v Osaki.
Prebivalci Osake so bili stereotipizirani v literaturi Edo vsaj od 18. stoletja. Pisec Jippenša Ikku je leta 1802 prebivalce Osake prikazal kot skoraj neverjetne skopuhe. Leta 1809 so prebivalci Eda uporabili slabšalni izraz Kamigata zeeroku, da bi označili prebivalce regije Osake v smislu preračunljivosti, bistroumnosti, pomanjkanja državljanskega duha in vulgarnosti osaškega dialekta. Edo pisci so težili k samurajski kulturi in se videli kot revne, a velikodušne, čedne in javnega duha. Edo pisci so nasprotno videli zeeroku kot pokorne vajence, škrte, pohlepne, požrešne in razvratne. Tokijski opazovalci do neke mere še danes stigmatizirajo prebivalce Osake na enak način, zlasti v smislu požrešnosti, kar dokazuje stavek: »Prebivalci Osake žrejo svojo hrano, dokler ne propadejo« (大阪は食倒れ, Ōsaka wa kuidaore).
- Gallery
- Grad Osaka (prva stavba leta 1583)
- Sumijoši-macuri v 16. st.
- Japanska slika Obleganje Osake (1615)
- Karta Osaka, 1686
- Dōdžima riževa borza - ukijo-e, Jošimicu Sasaki
- Model tujskega naselja Kavaguči (1868-1899)

### Obdobje Meidži do Heisei
Z ogromnimi spremembami, ki so zaznamovale državo po obnovi Meidži (1868), in selitvijo prestolnice iz Kjota v Tokio je Osaka vstopila v obdobje zatona. Iz prestolnice gospodarstva in financ je postala pretežno industrijsko središče. Sodobna občina je bila ustanovljena leta 1889 z vladnim odlokom, z začetno površino 15 kvadratnih kilometrov, ki prekriva današnja okrožja Čuo in Niši. Kasneje je šlo mesto skozi tri velike širitve, da je doseglo sedanjo velikost 223 kvadratnih kilometrov. Osaka je bila industrijsko središče, ki je bilo najbolj jasno opredeljeno v razvoju kapitalizma na Japonskem. Postala je znana kot »Manchester in Melbourne Orienta«. Leta 1925 je bilo največje in najbolj naseljeno mesto na Japonskem in šesto na svetu.
Hitra industrializacija je pritegnila številne azijske priseljence (Indijce, Kitajce in Korejce), ki so si ustvarili ločeno življenje. Politični sistem je bil pluralističen, z velikim poudarkom na spodbujanju industrializacije in modernizacije. Pismenost je bila visoka in izobraževalni sistem se je hitro širil, kar je ustvarilo srednji razred z okusom za literaturo in pripravljenost podpirati umetnost. Leta 1927 je General Motors do leta 1941 upravljal tovarno, imenovano Osaka Assembly, ki je izdelovala vozila Chevrolet, Cadillac, Pontiac, Oldsmobile in Buick, ki so jih upravljali in zaposlovali japonski delavci in menedžerji. V bližnjem mestu Ikeda v prefekturi Osaka je sedež Daihatsuja, enega najstarejših japonskih proizvajalcev avtomobilov.
Tako kot njeni evropski in ameriški kolegi je tudi Osaka kazala slume, brezposelnost in revščino. Na Japonskem so občinske oblasti prvič uvedle obsežen sistem pomoči revščini, delno povzet po britanskih modelih. Oblikovalci politike v Osaki so poudarili pomen oblikovanja družine in medsebojne pomoči kot najboljšega načina za boj proti revščini. To je zmanjšalo stroške programov socialne pomoči.
Med drugo svetovno vojno je bila Osaka leta 1945 pod zračnimi napadi zračnih sil Združenih držav Amerike kot del zračnih napadov na Japonsko. 13. marca 1945 je skupaj 329 težkih bombnikov Boeing B-29 Superfortress sodelovalo v napadu na Osako. Po besedah ameriškega vojnega ujetnika, ki je bil zaprt v mestu, je zračni napad trajal skoraj vso noč in uničil 65 km² mesta. ZDA so mesto znova dvakrat bombardirale junija 1945 in ponovno 14. avgusta, dan pred predajo Japonske.
V desetletjih po drugi svetovni vojni sta načrt obnove in delavnost prebivalcev Osaki zagotovila še večjo blaginjo, kot je bila pred vojno. Prebivalstvo Osake je v 1960-ih, ko se je začela obsežna suburbanizacija prefekture, ponovno naraslo na več kot tri milijone in se je do 1990-ih podvojilo na dva milijona. Tovarne so bile obnovljene in trgovina je oživela, mesto se je hitro razvijalo, postalo je glavno multikulturno in finančno središče v povojnem obdobju med 1950 in 1980, znano kot »Chicago in Toronto Orienta«. Osaka je bila izbrana za prizorišče prestižnega Expa '70, prvega svetovnega sejma, ki je potekal v azijski državi. Od takrat so v Osaki potekali številni mednarodni dogodki, vključno z vrhom APEC leta 1995.
Bilo je eno prvih mest na Japonskem, ki je leta 1956 pridobilo status imenovanega mesta.

### 21. st. do danes
Načrt za preureditev Osake in njene province v metropolo, kot je Tokio, je v nekaterih občinah, zlasti v zelo naseljenem Sakaiju, naletel na močno nasprotovanje. Nato se je vrnil k projektu, ki je vključeval zatiranje 24 oddelkov Osake, s čimer je mesto razdelil na 5 novih posebnih okrožij s statusom, podobnim statusu 23 posebnih oddelkov v Tokiu. Predstavil ga je nekdanji župan Tōru Hašimoto, vodja reformne stranke Osaka Restoration Association, ki jo je ustanovil. Referendum 17. maja 2015 v Osaki za odobritev tega projekta ni uspel in posledično je Hašimoto napovedal svoj umik iz politike. Drugi referendum za združitev v 4 polavtonomne okraje je bil tesno zavrnjen s 692.996 (50,6 %).
Po Forbesovem seznamu najdražjih krajev za življenje na svetu 2009 je bila Osaka druga najdražja na svetu za Tokiom. Do leta 2020 je zdrsnila na 5. mesto najdražjih mest.
7. marca 2014 so odprli 300 metrov visok Abeno Harukas, ki je najvišji nebotičnik na Japonskem.
- Gallery
- Nebotičniki vokrožju Umeda
- Območje Senničimae 1916
- Pogled na Osako po bombardiranju leta 1945
- Expo '70 je bil prvi sejem na Japonskem in v Aziji
- Abeno Harukas, najvišja stavba na Japonskem

## Geografija
Zahodna stran mesta je odprta v Osaški zaliv, sicer pa je v celoti obdana z več kot desetimi satelitskimi mesti, vsa v prefekturi Osaka, z eno izjemo: mesto Amagasaki, ki pripada prefekturi Hjogo, na severozahodu. Mesto zavzema večjo površino (približno 13 %) kot katero koli drugo mesto ali vas v prefekturi Osaka. Ko je bilo mesto ustanovljeno leta 1889, je zasedalo približno območje, ki je danes znano kot okraja Čuo in Niši, le 15,27 kvadratnih kilometrov, da bi sčasoma zraslo v današnjih 222,30 kvadratnih kilometrov s postopnimi širitvami, največjimi ki je bila leta 1925 ena sama širitev na 126,01 kvadratnih kilometrov. Najvišja točka Osake je 37,5 metra Tokyo Peil v Curumi-ku, najnižja točka pa je v Nišijodogava-ku z −2,2 metra Tokyo Peil. Osaka ima zemljepisno širino 34,67 (blizu 35. severnega vzporednika), zaradi česar je južnejša od Rima (41,90), Madrida (40,41), San Francisca (37,77) in Seula (37,53).
Osaka leži v vlažnem subtropskem podnebju (Köppnova podnebna klasifikacija Cfa), s štirimi izrazitimi letnimi časi. Zime so na splošno mile, pri čemer je januar najhladnejši mesec s povprečno visoko temperaturo 9,3 °C. V mestu pozimi le redko pada sneg. Pomlad v Osaki se začne blago, konča pa vroča in vlažna. Običajno je tudi najbolj mokro obdobje, saj se cuju (梅雨, tsuyu, »slivov dež«) – deževno obdobje – pojavi med začetkom junija in koncem julija. Povprečni datum začetka in konca deževne sezone je 7. junij oziroma 21. julij. Poletja so zelo vroča in vlažna. V avgustu, najbolj vročem mesecu, povprečna dnevna najvišja temperatura doseže 33,5 °C, medtem ko se povprečne nočne najnižje temperature običajno gibljejo okoli 25,5 °C. Jeseni v Osaki opazimo trend ohlajanja, pri čemer zgodnji del sezone spominja na poletje, zadnji del jeseni pa na zimo. Padavine so obilne, pri čemer je zima najbolj suha sezona, medtem ko mesečna količina padavin doseže vrh junija z deževno sezono cuju, ki se običajno konča sredi do konca julija. Od konca julija do konca avgusta sta poletna vročina in vlaga na vrhuncu, količina padavin pa se nekoliko zmanjša. Osaka doživlja drugo deževno obdobje septembra in v začetku oktobra, ko so možni tropski vremenski sistemi, vključno s tajfuni, ki prihajajo z juga ali jugozahoda.

## Mestna pokrajina
Razširjena mestna pokrajina Osake je bila opisana z besedami »prekaša jo samo Tokio kot predstavitev japonskega urbanega fenomena«.
- Središče Osake, pogled proti severu z razgledne ploščadi Abeno Harukas (2014)
- Panorama Osake proti Umedi (2014)

### Soseske
Osrednja Osaka je v grobem razdeljena na središče in zgornje mesto, znano kot Kita (北, »sever«) in Minami (南, »jug«).
Kita je dom okrožja Umeda in njegove neposredne okolice, velikega poslovnega in maloprodajnega središča, ki gosti postajo Osaka Station City in veliko podzemno mrežo nakupovalnih arkad. Kita in bližnja Nakanošima vsebujeta pomemben del mestnih nebotičnikov in sta pogosto prikazana na panoramskih fotografijah Osake.
Minami, čeprav pomeni »jug«, je pravzaprav v okraju Čūō (中央区, Čūō-ku) in geografsko v središču mesta. Znana okrožja tukaj so nakupovalni območji Namba in Šinsaibaši, zabaviščno območje kanala Dōtonbori, mesto Nipponbaši Den Den Town ter območja, usmerjena v umetnost in modno kulturo, kot sta Amerikamura in Horie. 300 metrov visok Abeno Harukas je najvišji nebotičnik v državi od leta 2014.
V poslovnih okrožjih med Kito in Minamijem, kot sta Honmači in Jodojabaši, imenovana Semba (船場), so regionalni sedeži številnih velikih bank in korporacij. Bulvar Midōsudži teče skozi Sembo in povezuje Kita in Minami.
Južno od Minamija so soseske, kot so Šinsekai (s stolpom Cūtenkaku), Tennodži in Abeno (z živalskim vrtom Tennodži, Šitennō-dži in Abeno Harukas) ter revna naselja Kamagasaki, največja revna naselja na Japonskem.
Zahodna stran mesta je vidno območje zaliva, ki služi kot glavno pristanišče in tudi turistična destinacija z znamenitostmi, kot so kupola Kjocera, Universal Studios Japan in Tempozan Harbour Village. Higašiosaka je ločeno mesto, čeprav vzhodna stran ožjega mesta Osaka vsebuje številne stanovanjske soseske, vključno s Curuhaši KoreaTown, pa tudi grajski park Osaka, poslovni park Osaka in glavno postajo Kjōbaši.
V Osaki so številni mestni kanali in mostovi, od katerih so mnogi poimenovani po njihovih okoliških soseskah. Besedna zveza »808 mostov Nanive« je bil izraz v stari Japonski, ki je označeval impresivnost in »nešteto«. Osaka je štela približno 200 mostov v obdobju Edo, do leta 1925 pa že 1629. Ker so bili številni mestni kanali postopoma zasuti, je število padlo na 872, od katerih jih je trenutno 760 pod upravo mesta.
- Gallery
- Nakanošima, meja med Kito (desno) in Sembo (levo)
- Okrožje Umeda (2019)
- Most Dōtonbori
- Namba (2015)

## Demografija
Število prebivalstva v Osaki beležijo že od leta 1873, v zgodnji dobi Meidži. Po popisu leta 2005 je bilo v Osaki 2.628.811 prebivalcev, kar je 30.037 ali 1,2 % več kot leta 2000. Gospodinjstev je bilo 1.280.325 s približno 2,1 osebo na gospodinjstvo. Gostota prebivalstva je bila 11.836 oseb na km2. Veliki potres Kantu je med letoma 1920 in 1930 povzročil množično selitev v Osako in mesto je leta 1930 postalo največje japonsko mesto z 2.453.573 prebivalci, po številu pa je preseglo celo Tokio, ki je imel 2.070.913 prebivalcev. Prebivalstvo je doseglo najvišjo vrednost pri 3.252.340 leta 1940 in je imelo povojni vrh pri 3.156.222 leta 1965, vendar je od takrat še naprej upadalo, ko so se prebivalci preselili v predmestje.
Leta 2021 je bilo 144.123 registriranih tujcev, dve največji skupini sta bili Korejci (60.110) in Kitajci (39.551). Ikuno s svojim okrožjem Curuhaši je dom z največ prebivalci Koreje na Japonskem, z 20.397 registriranimi Korejci Zainiči

## Gospodarstvo
Bruto mestni proizvod Osake je v proračunskem letu 2004 znašal 21,3 bilijona jenov, kar je 1,2 % več kot prejšnje leto. Ta številka predstavlja približno 55 % celotne proizvodnje v prefekturi Osaka in 26,5 % v regiji Kinki. Leta 2004 so bile trgovina, storitve in proizvodnja tri glavne panoge, ki so predstavljale 30 %, 26 % oziroma 11 % celotnega obsega. Dohodek na prebivalca v mestu je znašal približno 3,3 milijona jenov, kar je 10 % več kot v prefekturi Osaka. MasterCard Worldwide je poročal, da je Osaka na 19. mestu med vodilnimi svetovnimi mesti in ima pomembno vlogo v svetovnem gospodarstvu. Osakin BDP na prebivalca (nominalno) je znašal 59.958 $. (1 $ =\120,13). Vendar pa je bila do leta 2020 Osaka uvrščena med 5. najdražje mesto zaradi nižjih potrošniških cen in državnih subvencij za javni prevoz.
V zgodovini je bila Osaka središče trgovine na Japonskem, zlasti v srednjem in predmodernem veku. Nomura Securities, prva borznoposredniška družba na Japonskem, je bila ustanovljena v mestu leta 1925, v Osaki pa je še vedno vodilna terminska borza. Številna velika podjetja so od takrat preselila svoje glavne pisarne v Tokio. Vendar ima več večjih podjetij, kot so Panasonic, Sharp in Sanyo, še vedno sedež v Osaki. Pred kratkim je mesto pod vodstvom župana Juničija Sekija začelo izvajati program za privabljanje domačih in tujih naložb. V indeksu globalnih finančnih centrov za leto 2017 je bila Osaka uvrščena med 15. najbolj konkurenčno finančno središče na svetu in peto najbolj konkurenčno v Aziji (za Singapurjem, Hong Kongom, Tokiom in Šanghajem).
Osaška borza vrednostnih papirjev, specializirana za izvedene finančne instrumente, kot so terminske pogodbe Nikkei 225, ima sedež v Osaki. Združitev z JASDAQ bo borzi vrednostnih papirjev v Osaki pomagala postati največja borza za novoustanovljena podjetja na Japonskem.

### Keihanšin
Osaka je del metropolitanske regije, imenovane Keihanšin (aka Velika Osaka) v regiji Kansai. Keihanšin vključuje prefekture Osaka, Kjoto, Hjōgo (Kobe), Nara, Šiga, Vakajama, Sakai. Ima (od leta 2015) 19.303.000 prebivalcev (15 % japonske populacije), ki obsega 13.228 km2. Je druga najbolj urbana regija na Japonskem za širšim območjem Tokia in 10. največje urbano območje na svetu. Keihanšin je imel leta 2012 BDP približno 953,9 milijarde USD (16. največji na svetu). Osaka-Kobe je imela BDP 681 milijard dolarjev (2015), kar je malo več kot Pariz ali širši London.

## Kultura
Narodni muzej umetnosti (NMAO) je podzemni japonski in mednarodni umetnostni muzej, ki hrani predvsem zbirke iz povojnega obdobja in redno prireja občasne razstave. Znanstveni muzej v Osaki je v petnadstropni stavbi poleg Narodnega muzeja umetnosti s planetarijem in gledališčem OMNIMAX. Muzej orientalske keramike hrani več kot 2000 kosov keramike iz Kitajske, Koreje, Japonske in Vietnama, ki prikazujejo nekatere njihove korejske celadone pod naravno svetlobo. Mestni muzej umetnosti Osake je znotraj parka Tennōdži, v katerem je več kot 8000 kosov japonskih in kitajskih slik in kipov. Muzej zgodovine Osake, odprt leta 2001, je v 13-nadstropni sodobni stavbi s pogledom na grad Osaka. Njegovi eksponati pokrivajo zgodovino Osake od prazgodovine do danes. Prirodoslovni muzej Osake hrani zbirko, povezano z naravoslovjem in življenjem.

### Zgodovinske lokacije
- Grad Osaka
- Stari rezervat Kavaguči: Nekdanja tuja naselbina Kavaguči je bila ustanovljena od leta 1868 do 1899 v severnem delu današnjega Kavagučija. Čeprav danes ne obstaja nobena stavba iz obdobja naselbine, je čudovita stolnica, anglikanska cerkev Nihon, dokončana leta 1920, označena kot kulturna lastnina prefekture Osaka, prenaša vzdušje mesta tistega časa.
- Tekidžuku (pomembna kulturna dobrina); (適塾) je bila šola, ustanovljena v Senbi (船場) v Osaki, glavni trgovski poti med Nagasakijem in Edom leta 1838 v dobi Tenpō v poznem obdobju Edo. Njen ustanovitelj je bil Ogata Kōan, doktor in učenjak nizozemskih študij (Rangaku). Kurikulum za tuje jezike se je osredotočal predvsem na medicino, učil pa je tudi astronomijo in druge zahodne vede.
- Ruševine palače Nanivanomija (難波宮) Od poznega obdobja Jajoi do obdobja Kofun, cesarska palača cesarja Ojina, kasneje cesarska palača cesarja Kinmeija, od obdobja Asuka do obdobja Nara, glavno mesto Japonske, starodavna prestolnica Mijakonodžo, Cesarska prestolnica približno 150 let od 645 do 793. Naniva-no-mija je bila prva, ki je imela jasno strukturo za cesarjevo rezidenco, politiko in obrede, sprejeta pa je bila tudi za kasnejše palače. Poleg tega je rečeno, da se je uporaba imena države in imena obdobja Japonska začela od Nanivanomije, cesar Kotoku pa je izdal reformni edikt in v 2. členu dekreta postal prvi Šukjoši, ki je ustanovil glavno mesto, s čimer je Nanivanomija postala prva japonska prestolnica. Mesto je bilo določeno kot nacionalno zgodovinsko mesto.
- Hirano (平野); Rečeno je, da ime kraja Hirano izhaja iz imena tamkajšnje graščina Hironomaro SAKANOUE, drugega sina Tamuramara SAKANOUE v zgodnjem obdobju Heian. Leta 862 je Todo SAKANOUE, Hironomarov sin, naročil svetišče Jasaka-džindža in zgradil svetišče Kuzen-džindža. Ko je bil leta 1127 ustanovljen tempelj Dainenbucu-dži, je začelo nastajati tempeljsko mesto. V obdobju Sengoku je bilo mesto obdano z dvojnim jarkom in doi, na 13 vhodih pa so bila nameščena vrata in bivališča vratarjev. Ob vratih je bila zgrajena tudi dvorana Džizo-dodža, 12 dvoran obstaja še danes. Horiuči je začel samostojno upravljati sedem klanov Hirano, imenovanih potomci klana Sakanoue.
- Horidžo (堀城) je japonski grad v predelu Jodogawa v Osaki, znan tudi kot grad Nakadžima. Grad Nakadžima-džo je pogosto opisan v zgodovinskem gradivu, vendar ni kamnitih spomenikov, ki bi navajali lokacijo ruševin in lokacijo gradu v središču mesta Osaka, o gradu pa je veliko neznanih točk. Grad je bil že opisan v Hosokawa Ryoke Chronicles itd., ki opisuje Bitka pri Katsuragawari (1527). Menijo, da je bil zgrajen trdnjavi podoben grad in da je Hosokava Token pozneje zgradil polnopravni grad.

### Starodavna arhitektura
- Sumijoši-taiša glavno svetišče (narodni zaklad)

### Religiozni objekti

#### Svetišča
- Sumijoši Taiša (japonsko 四天王寺, Tempelj štirih nebeških kraljev) je šintoistično svetišče. Je glavno in najstarejše svetišče vseh svetišč Sumijoši na Japonskem.
- Osaka Tenmangu (大阪天満宮, Ōsaka Tenmangū) je šintoistično svetišče in eno od Tenmangūjev, ustanovljenih leta 949.
- Svetišče Gorjo (御霊神社)
- Svetišče Zama (坐摩神社), domačini ga imenujejo Zama-san. Je božanstvo varuh tega območja.
- Svetišče Namba (難波神社), imenuje se tudi svetišče Namba Omij ali Hirano kot svetišče Soša province Setcu, imenuje pa se tudi cesarjeva palača Kami-Namba Nintoku, svetišče Kami-Namba in Namba Džogu. Svetišče je povezano s perunikami (stroga klasifikacija japonskih perunik), junija pa na festivalu Ajame (Iris šindži) poteka šintoistični ritual posvečenja japonskih perunik.
- Svetišče Ikukunitama (生國魂神社, Ikukunitama džindža) je šintoistično svetišče. Glavni festival je vsako leto 9. septembra. Prej je bilo cesarsko svetišče prve stopnje (官幣大社, kanpei taiša) v sodobnem sistemu razvrščenih šintoističnih svetišč.
- Svetišče Tamacukuri Inari (玉造稲荷神社, Tamacukuri-Inari-džindža) je svetišče, posvečeno šintoističnemu kami (bogu) Inariju. Stavbo je mogoče zaslediti do leta 12 pr. n. št., Inari pa je tja zapisal Tojotomi Hidejoši v 1580-ih, da bi zaščitil grad Osaka.[50]
- Svetišče Kozugu (高津宮), šintoistično svetišče
- Micu Hačimangu (御津宮 Micumija)
- Svetišče Namba Jasaka (難波八阪神社); med vladavino cesarja Nintokuja, ko je na tem območju izbruhnila epidemija, se je pojavil Gozu Tenno in ga posvetil, kar naj bi bil začetek tega svetišča.
- Svetišče Šinmei (神明神社)
- Svetišče Imamija (今宮戎神社 Imamija Ebisu); Rečeno je, da je bil v 8. letu cesarice Suiko (600), ko je Šotoku-taiši zgradil tempelj Šitenno-dži, zgrajen kot božanstvo varuh zahoda.
- Svetišče Abe Seimei (阿倍王子神社 Abeodži); cesar Nintoku naj bi imel sanje, v katerih so se pojavile trinožne vrane, glasniki Kumano Sanzana. Rečeno je, da je obstajal otok, imenovan Šima, zato je ob toku zgradil svetišče.
- Svetišče Kumata (杭全神社 Kumata Džindža) Častijo ga kot božanstvo skrbnika klana Sakanoue in božanstvo skrbnika Hiranogoja.
- Svetišče Cujunoten (露天神社 Cuju no Tendžinša); tukaj je zapisanihpet bogov: Omitaka no Okami, Sukunakona no Okami, Amaterasu Omikami, Tojoukehime no Okami in Sugavara no Michizane. Po legendi svetišča je bil ta kraj nekoč samoten otok, imenovan Sonezakišima, ki je plaval v zalivu Osaka, in pravijo, da je bil tam zapisan »Sumijoši Sumiji Sone no Kami«. Ustanovljen naj bi bil okoli leta 700 našega štetja in je eno od zgodovinskih krajev festivala Namba Jasošima.
- Cunašiki Tendžinša (綱敷天神社 Cunašiki Tendžinša); glavno posvečeno božanstvo - cesar Saga, Mičizane Sugavara. Po legendi svetišča je v 13. letu Konina (822) v obdobju Heian cesar Saga obiskal Sugano, provinca Setcu, in zgradil svetišče Tongu blizu Kamijame
- Asahi Šinmeiša (朝日神明社 Asahi Šinmeiša); častijo: Bog Amaterasu, Wabbitovo življenje, Bog Kasuga, Sugawara Michizane.

#### Templji
- Šitennō-dži ((japonsko: 四天王寺, tempelj štirih nebeških kraljev) je budistični tempelj
- Vrt Honbo templja Šitennoji (四天王寺 本坊庭園); Obstajata dva potoka, »Vodna reka« in »Ognjena reka«, ki uporabljata naravno izvirsko vodo, in dva ribnika, »Ruriko no Ike« in »Gokuraku no Ike«. Juja Hojo (zgrajen v zgodnjem obdobju Edo, nacionalno pomembna kulturna dobrina), je preživel številne vojne poškodbe in je preživel do danes,
- Šomanin (勝鬘院 Tempelj Kacuman-in) je japonski budistični tempelj. Po tempeljski legendi naj bi ta tempelj nastal kot Sejakuin, eden od Keidenin, v templju Šitenno-dži, ki ga je odprl princ Šotoku.
- Daienbucudži (大念仏寺) je glavni tempelj sekte Juzu Nenbucu.
- Daišokannondži (大聖観音寺 Daišokannondži) je glavni tempelj sekte Kannon. Glavni predmet čaščenja je Šo Kannon Bodhisattva. To naj bi bilo najstarejše sveto mesto Kannon Bodhisattve na Japonskem.
- Isšin-dži (一心寺) je budistični tempelj čiste dežele. Od obdobja Meidži je bilo oblikovanih trinajst podob, od katerih je vsaka vključevala pepel več deset tisoč bhakt.
- Taijū-dži (太融寺) je budistični tempelj. Ustanovljen je bil leta 821.
- Hozenji (法善寺) je tempelj sekte Džodo.
- Hongandži Cumura Becuin (本願寺津村別院) je tempelj sekte Džodo Šinšu Hongvandži,
- Tempelj Namba Becuin sekte Šinšu Otani (真宗大谷派難波別院) je tempelj sekte Otani budizma Šinšu,

#### Cerkve
- Združena Kristusova cerkev na Japonskem (UCCJ) Cerkev Naniva (日本基督教団 大阪教会); je protestantska cerkev s sedežem v okraju Niši v mestu Osaka. Znana po cerkvi iz rdeče opeke, ki jo je zasnoval William Merrell Vories. Ustanovljena je bilo leta 1874, pod vodstvom Gordona, ameriškega misijonarja. Je ena najstarejših protestantskih cerkva na Japonskem. Izhaja iz kongregacijske sekte in je pripadala Japonski uniji Kristusove cerkve, preden je bila ustanovljena Združena Kristusova cerkev na Japonskem.
- Velika stolnica Device Marije v Osaki (大阪カテドラル聖マリア大聖堂) je stolnica katoliške cerkve Tamacukuri, posvečena Brezmadežnemu spočetju. Ustanovljena leta 1894 (Meidži). Stolnica svete Neže, zgrajena v času njene ustanovitve, je bila uničena v zračnem napadu Osake leta 1945. Sedanja stolnica je bila dokončana leta 1963.
- Japonska anglikanska cerkev
- Japonska krščanska cerkev Cerkev Osaka Fukušima
- Japonska evangeličansko-luteranska cerkev v Osaki

#### Mošeje
- Mošeja v Osaki

## Mednarodni odnosi
Osaka ima uradne povezave z naslednjimi mesti (pobratena ali sestrska mesta oz. mesta-dvojčki):
- San Francisco, Združene države Amerike (od 1957)
- São Paulo, Brazilija (od 1969)[51]
- Chicago, Združene države Amerike (od 1973)
- Šanghaj, Ljudska republika Kitajska (od 1974)
- Melbourne, Avstralija (od 1978)
- Sankt Peterburg, Rusija (od 1979)[52]
- Milano, Italija (od 1981)[53]
- Hamburg, Nemčija (od 1989)
- Kanpur, Indija (od 1998)